# Bonwar Hosejn
Bonwar Hosejn (pers. بنوارحسين) – wieś w Iranie, w ostanie Chuzestan. W 2006 roku liczyła 674 mieszkańców w 139 rodzinach.